# Hāsūn-e Bozorg
Hāsūn-e Bozorg (persiska: هاسون بزرگ) är en ort i Iran.   Den ligger i provinsen Västazarbaijan, i den nordvästra delen av landet, 700 km nordväst om huvudstaden Teheran. Hāsūn-e Bozorg ligger 1 499 meter över havet och antalet invånare är 219.
Terrängen runt Hāsūn-e Bozorg är kuperad. Runt Hāsūn-e Bozorg är det ganska glesbefolkat, med 39 invånare per kvadratkilometer. Närmaste större samhälle är Mākū, 19,9 km sydväst om Hāsūn-e Bozorg. Trakten runt Hāsūn-e Bozorg består i huvudsak av gräsmarker.